# Амадори, Франческо
Франческо дельи Амадори или дель Амадоре по прозванию Франческо да Урбино (итал. Amadori о dell'Amadore, Francesco, detto l'Urbino; (? — 3 декабря 1555, Рим) — итальянский скульптор, известен как ученик, помощник и верный друг Микеланджело Буонарроти.

## Биография
Франческо родился в семье Бернардино из Кастель-Дуранте в герцогстве Урбино, с 1530 года и до своей смерти он был слугой и помощником Микеланджело, который называл его просто Урбино, отвечал ему взаимностью и сильной привязанностью, о чём свидетельствуют письма, в которых он после смерти Франческо оплакивает потерю «доблестного человека, полного преданности».
Амадори так и не стал независимым скульптором, но помогал Микеланджело в таких крупных проектах, как создание статуй для гробницы папы Юлия II. Амадори жил в доме Микеланджело, в качестве слуги и помощника он работал на росписях Сикстинской капеллы и Капеллы Паолина Апостольского дворца в Ватикане: возводил строительные леса, подготавливал стены и приготавливал пигменты.
Микеланджело ценил преданность и искренность своих помощников и обеспечил Франческо материальное благополучие. Анекдот, сохраненный Бенвенуто Челлини, типичен для их отношений. Когда Челлини пытался убедить сопротивлявшегося Микеланджело работать на герцога Козимо I Медичи и продолжал настаивать, мастер в отчаянии посмотрел на своего слугу, который сказал: «Я никогда не покину своего хозяина, если только не сдеру с него кожу или он с меня». Челлини не мог не рассмеяться такому грубому ответу и ушёл не попрощавшись.
Смерть Амадори глубоко огорчила Микеланджело. Он трогательно писал об этом в письмах своему кузену Лионардо Буонарроти и Джорджо Вазари, а также в сонете епископу Лодовико Беккаделли. Он был крестным отцом ребёнка Амадори от Корнелии Колоннелли, которого в его честь назвали Микеланджело. По завещанию он был назначен душеприказчиком и опекуном вдовы и детей Амадори, включая ещё не родившегося Франческо.